# آمایش (آلبوم اونسنس)
آمایش (به انگلیسی: Synthesis) چهارمین آلبوم استودیویی از گروهٔ راک آمریکایی اونسنس می‌باشد که در ۱۰ نوامبر سال ۲۰۱۷ توسط وایند-آپ رکوردز منتشر شد.